# Old Before I Die
Old Before I Die ist ein Lied des britischen Popsängers Robbie Williams aus dem Jahr 1997.

## Hintergrund
Das englischsprachige Lied wurde vom Interpreten selbst, gemeinsam mit Eric Bazilian und Desmond Child geschrieben beziehungsweise komponiert. Für die Produktion zeichneten Guy Chambers und Steve Power verantwortlich.
Die Erstveröffentlichung von Old Before I Die erfolgte als Single am 14. April 1997 durch Chrysalis Records. Diese erschien als CD-Maxi-Single mit den B-Seiten Kooks, Average, Making Plans for Nigel und Better Days. Am 29. September 1997 erschien es als Teil von Williams’ erstem Studioalbum Life Thru a Lens.
Das dazugehörige Musikvideo entstand unter der Regie von David Mould und zählte bis Juli 2023 über 2,1 Millionen Aufrufe bei YouTube.

## Rezeption

### Rezension
Für die Kritiker bei laut.de war Old Before I Die „eine lyrische Anlehnung an den Who-Klassiker My Generation“.

### Charts und Chartplatzierungen
| ChartsChartplatzierungen     | Höchstplatzierung | Wochen |
| ---------------------------- | ----------------- | ------ |
| Deutschland (GfK)            | 37 (8 Wo.)        | 8      |
| Österreich (Ö3)              | 30 (2 Wo.)        | 2      |
| Schweiz (IFPI)               | 30 (3 Wo.)        | 3      |
| Vereinigtes Königreich (OCC) | 2 (13 Wo.)        | 13     |

| ChartsJahrescharts (1997)    | Platzierung |
| ---------------------------- | ----------- |
| Vereinigtes Königreich (OCC) | 79          |

### Auszeichnungen für Musikverkäufe
| Land/Region                  | Auszeichnungen für Musikverkäufe (Land/Region, Auszeichnung, Verkäufe) | Verkäufe |
| ---------------------------- | ---------------------------------------------------------------------- | -------- |
| Vereinigtes Königreich (BPI) | Silber                                                                 | 200.000  |
| Insgesamt                    | 1× Silber ·                                                            | 200.000  |

Hauptartikel: Robbie Williams/Auszeichnungen für Musikverkäufe